# Bittacus maculosus
Bittacus maculosus är en näbbsländeart som beskrevs av George W. Byers 1965. Bittacus maculosus ingår i släktet Bittacus och familjen styltsländor. Inga underarter finns listade i Catalogue of Life.